# 2020년 센트럴 리그 클라이맥스 시리즈
2020년 센트럴 리그 클라이맥스 시리즈(일본어: 2020年のセントラル・リーグクライマックスシリーズ, 영어: 2020 Central League Climax Series)는 2020년 10월에 개최될 예정이었던 일본 프로 야구 센트럴 리그의 클라이맥스 시리즈 경기이다.

## 개요
2020년 시즌에는 코로나19 감염 확산에 의해서 정규 시즌 개막이 당초 예정보다 약 3개월 늦춘 6월 19일로 개최된 것에 따라 일본 야구 기구에서는 클라이맥스 시리즈 일정에 대해 다시 논의됐다. 그 결과, 센트럴 리그에서는 ‘돔 구장을 연고지로 하는 구단이 요미우리와 주니치 두 구단뿐이어서 우천 취소에 대비한 예비일을 많이 확보해 둘 필요가 있다’는 이유로 2007년에 도입한 이후 처음으로 취소가 결정됐다.
만약 개최됐다면 퍼스트 스테이지에서 2위 팀 한신 타이거스와 3위 팀 주니치 드래건스가 한신 고시엔 구장에서, 파이널 스테이지에서 1위 팀 요미우리 자이언츠와 퍼스트 스테이지 승자가 도쿄 돔에서 각각 맞붙을 예정이었다.

## 일정
| 일시                                          | 경기  | 원정팀(선공)    | 스코어 | 홈팀(후공)    | 개최 구장        |
| --------------------------------------------- | ----- | --------------- | ------ | ------------- | ---------------- |
| 10월 24일(토)                                 | 1차전 | 주니치 드래건스 | 취소   | 한신 타이거스 | 한신 고시엔 구장 |
| 10월 25일(일)                                 | 2차전 | 주니치 드래건스 | 취소   | 한신 타이거스 | 한신 고시엔 구장 |
| 10월 26일(월)                                 | 3차전 | 주니치 드래건스 | 취소   | 한신 타이거스 | 한신 고시엔 구장 |
| 승리팀: (없음) ※코로나19의 영향으로 개최 취소 |       |                 |        |               |                  |

| 일시                                                     | 경기  | 원정팀(선공)                       | 스코어 | 홈팀(후공)        | 개최 구장 |
| -------------------------------------------------------- | ----- | ---------------------------------- | ------ | ----------------- | --------- |
| 10월 28일(수)                                            | 1차전 | 한신 타이거스 또는 주니치 드래건스 | 취소   | 요미우리 자이언츠 | 도쿄 돔   |
| 10월 29일(목)                                            | 2차전 | 한신 타이거스 또는 주니치 드래건스 | 취소   | 요미우리 자이언츠 | 도쿄 돔   |
| 10월 30일(금)                                            | 3차전 | 한신 타이거스 또는 주니치 드래건스 | 취소   | 요미우리 자이언츠 | 도쿄 돔   |
| 10월 31일(토)                                            | 4차전 | 한신 타이거스 또는 주니치 드래건스 | 취소   | 요미우리 자이언츠 | 도쿄 돔   |
| 11월 1일(일)                                             | 5차전 | 한신 타이거스 또는 주니치 드래건스 | 취소   | 요미우리 자이언츠 | 도쿄 돔   |
| 11월 2일(월)                                             | 6차전 | 한신 타이거스 또는 주니치 드래건스 | 취소   | 요미우리 자이언츠 | 도쿄 돔   |
| 승리팀: 요미우리 자이언츠 ※코로나19의 영향으로 개최 취소 |       |                                    |        |                   |           |

## 같이 보기
- 2020년 퍼시픽 리그 클라이맥스 시리즈
- 2020년 일본 시리즈